# Izmaił Sriezniewski

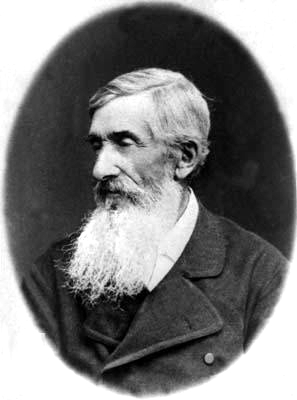
Izmaił Sriezniewski

Izmaił Iwanowicz Sriezniewski, (ur. 13 czerwca 1812 w Jarosławiu, zm. 21 lutego 1880 w Petersburgu) – rosyjski slawista i etnograf. Profesor uniwersytetu w Charkowie i od roku 1847 w Petersburgu. W roku 1831 wydawał Ukrainskij almanach, w latach 1833–1838 almanach Zaporożskaja starina, autor prac z zakresu literatury ukraińskiej, folkloru, etnografii i historii języka rosyjskiego, m.in. 
Mysli ob istorii russkogo jazyka (1849), Driewnije pamiatniki russkogo piśma i jazyka X-XIV w. (1863–1866), Matieriały dla słowaria driewnierusskogo jazyka, t. 1-3 (1893–1912).